# Dark Victory
Dark Victory és una pel·lícula estatunidenca dirigida per Edmund Goulding, estrenada el 1939. Se'n va fer un remake el 1963, Stolen Hours, protagonitzat per Susan Hayward i Michael Craig.

## Argument
Judith Traherne, una jove de l'alta societat, plena d'activitat entre els seus cavalls, els cotxes ràpids i les reunions socials. Només els forts i freqüents mals de cap dificulten el seu entusiasme. Després de serioses advertències, consulta amb el Dr. Frederick Steele que li diagnostica un tumor cerebral. Li recomana sotmetre's a una cirurgia molt ràpidament, cosa que finalment accepta. La cirurgia sembla un èxit, la jove torna a la seva vida lleugera i sense preocupacions mantenint una relació sincera amb el metge. Decideixen casar-se però Frederick li amaga a la seva futura esposa la veritat, l'operació només ha reduït el dany i Judith està condemnada a curt termini. Per casualitat, troba les cartes dels experts que parlen de la seva malaltia terminal.
Trasbalsada, trenca amb Frederick persuadit que es vol casar per llàstima. Després de tornar a la seva vida social, s'adona que Frederick realment li agrada i decideix tornar-hi i casar-se amb ell. Alleujada i feliç, amaga al seu entorn i amb valentia espera el final.

## Repartiment
- Bette Davis: Judith Traherne
- George Brent: Dr. Frederick Steele
- Geraldine Fitzgerald: Ann King
- Humphrey Bogart: Michael O'Leary
- Ronald Reagan: Alec Hamin
- Henry Travers: Dr. Parsons
- Cora Witherspoon: Carrie Spottswood
- Dorothy Peterson: Miss Wainwright
- Virginia Brissac: Martha
- Charles Richman: Coronel Mantle

## Nominacions
La pel·lícula va estar nominada als següents premis:
- 1940: Oscar a la millor pel·lícula
- 1940: Oscar a la millor actriu per Bette Davis
- 1940: Oscar a la millor banda sonora per Max Steiner

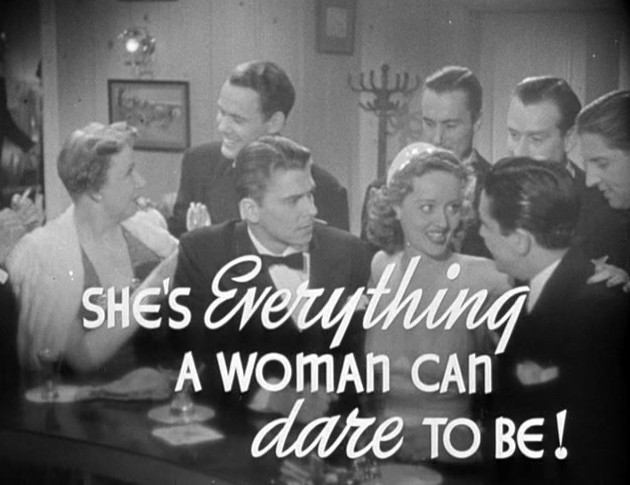
Ronald Reagan i Bette Davis
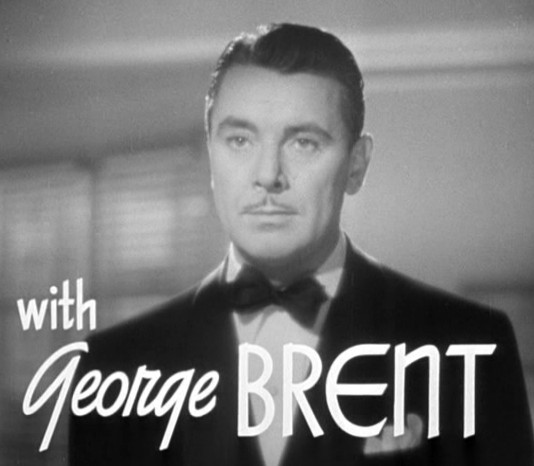
George Brent
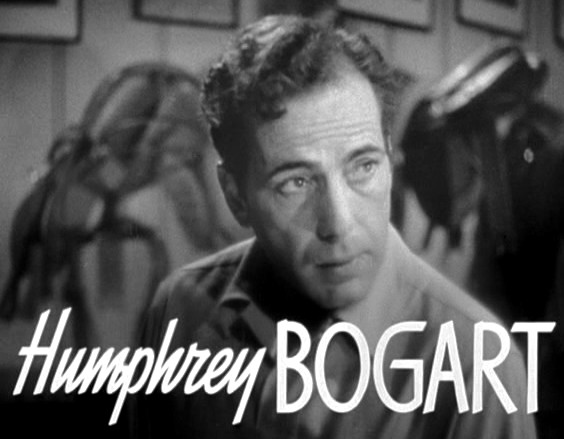
Humphrey Bogart
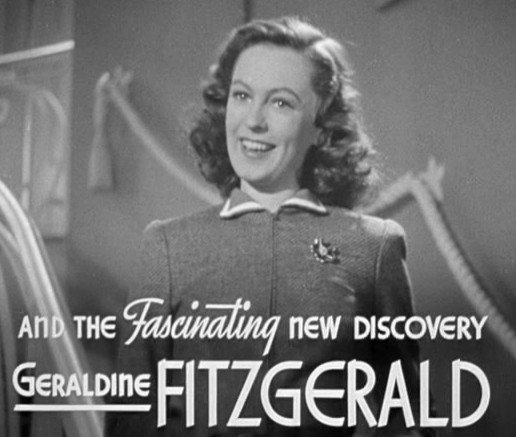
Geraldine Fitzgerald